# 口乾
口乾（英語：Xerostomia/Dry mouth）或稱口渴，發生時會感覺口中乾燥、唾液不足，產生想喝水的感覺。口腔乾燥症（口乾綜合徵或口乾的症狀）這可能與唾液的組成變化，唾液分泌減少，或者沒有明確病因相關聯。這種症狀是非常常見的，通常被看作是一些藥物的副作用。它在老年人（主要发生在老年人身上，這类群體往往服用多种藥物）和用嘴呼吸的人更常見。脫水、涉及到唾液腺的放射治療、化療和一些疾病可引起唾液分泌減少（唾液分泌不足）或唾液稠度變化，从而引起口腔干燥症。有时无法确定原因，有时可能因为心理因素而抱怨口干。

## 定義
口腔乾燥症是一种口乾的主觀感覺，這常常是與唾液腺機能減退有關(但並不總是這樣)。口乾的英文 Xerostomia 源於希臘文字 xeros（乾）和 stomia（口）。
唾液分泌過少是根據病史和檢查做出的臨床診斷，但唾液流量減少也有客觀的定義。唾液腺功能減退被定義為客觀上可證明的整體和/或單個腺體流速的降低。正常人未經刺激的整體唾液流速為每分鐘 0.3-0.4 毫升，低於每分鐘 0.1 毫升則明顯異常。5 分鐘內每個腺體的受刺激唾液流速低於 0.5 毫升或 10 分鐘內每個腺體的受刺激唾液流速低於 1 毫升則為唾液分泌減少。唾液腺功能障礙是口腔乾燥症、唾液腺唾液分泌不足和唾液分泌過多的總稱。

## 症狀和體徵
唾液分泌過低可能會有以下症狀和體徵：
- 齲齒（與口腔乾燥症有關的齲齒）--沒有唾液的緩衝作用，蛀牙就會成為一種常見現象，而且蛀牙的發展速度可能比沒有唾液時更快（"齲齒猖獗"）。齲齒可能會影響到正常情況下倖免於難的牙齒表面，如牙頸部齲和牙根表面齲。這種情況常見於接受過涉及主要唾液腺的放射治療的患者，稱為放射誘發齲。因此，用於控制口乾症狀的任何產品都必須是無糖的，因為口腔中糖的存在會支持口腔細菌的生長，導致酸的產生和齲齒的發展。
- 酸蝕：唾液起到對酸蝕的緩衝作用，有助於防止牙齒鈣流失
- 口腔念珠菌病：失去唾液的抗菌作用也可能導致機會性感染念珠菌
- 上行(化膿性)唾液腺炎：大唾液腺(通常是腮腺)，可能反復發生感染
- 味覺障礙：改變味覺(例如，有金屬味)
- 嗅覺障礙：改變嗅覺
- 口臭：這可能是由於在舌後背生物膜增加的活性
- 在口腔內有燒灼或刺痛感
- 出現口腔粘膜乾燥
- 口腔底部缺乏唾液
- 吞嚥和咀嚼困難，尤其是吃乾的食物時
- 舌頭可能會粘在上顎或與嘴唇粘在一起，演講中引起咔噠聲
- 手套或牙科反射鏡可能粘到組織上
- 舌頭裂開與絲狀乳頭萎縮，以及舌頭分葉狀與出現紅斑
- 唾液不能從腮腺導管「擠奶般擠出」
- 假牙覆蓋的區域的粘膜疼痛和潰瘍
- 口腔疼痛和口腔粘膜炎
- 口紅或食物可能會粘在牙齒上
- 說話或進食時需要經常喝點水
- 乾、痛、嘴唇乾裂
- 口渴

但是有時臨床的發現並不與所經歷的症狀相關聯。例如有流口水少的跡象，可能不會抱怨口乾。相反的口乾的人可能不會有降低唾液分泌(主觀口乾)的跡象。在後一種情況下，經常有舌頭口腔黏膜感覺異常(「灼口綜合症」)等口腔症狀。
在口外的一些症狀可能與口乾同時發生。 這些包括：
- 乾眼症
- 無法哭泣
- 視力模糊
- 畏光
- 其他粘膜，例如鼻，喉和/或生殖器乾
- 灼燒感
- 瘙癢
- 發音障礙(聲音改變)

如果有一個潛在的原因，也可能有其他全身體徵和症狀，例如乾燥綜合徵。

## 鑑別診斷

### 生理上
在睡眠期間唾液流率降低，醒來時可能導致一時的口乾感覺。在吃喝或清潔口腔時唾液會消失。當與口臭相關時，這有時被稱為「早晨氣息」。口乾也是在焦慮時期的共同感覺，這可能是焦慮增強了交感神經驅動器。脫水是已知會導致唾液流率降低，這是身體試圖保存體液的結果。在因年齡變化引起涎腺組織生理學的改變，可能導致唾液輸出適度減少，部分解釋口乾症的發病率在老年人增加。然而服用多種藥物被認為是主要的原因。這解釋老化發生時可能唾液流率沒有顯著下跌。

### 藥物引發
除了口乾症的生理原因，藥物的醫源性影響是最常見的原因。這些已知的導致口乾症的藥物被稱作口乾源。超過500個藥物產生口乾等副作用。在美國排名前200位最常見的處方藥有63％是口乾源。對藥物的所採取的總數相對增加口乾燥症的可能性，而不論各個藥物是否口乾源。乾澀的感覺通常在開始用有問題的藥後不久，或增加劑量後。抗膽鹼能藥，擬交感神經藥，或利尿藥通常負有責任。

### 乾燥綜合徵
又名修格連氏症候群(Sjögren's syndrome)。這是自體免疫疾病的一種，具體來講，是自身的免疫細胞攻擊並破壞自身功能正常的分泌腺，這些分泌腺包括淚腺及唾液腺等。

### 非自體免疫乾燥綜合徵
有別於修格連氏症候群，非自體免疫疾病引起的乾燥綜合徵。

### 其他原因
口腔乾燥也可通過嘴巴呼吸引起的，通常因上呼吸道部分阻塞。例如出血、嘔吐、腹瀉和發燒。唾液腺的放射線照射往往會造成嚴重的低唾液分泌。酒精可能涉及，因其造成涎腺疾病、肝臟疾病，或脫水。吸煙是另一個可能的原因。其他毒物如冰毒、大麻、迷幻劑、海洛因，都可能有牽連。罕見的原因包括糖尿病（脫水），甲狀旁腺機能亢進，膽鹼能神經功能障礙(天性或自體免疫)，唾液腺發育不全或閉鎖，結節病，人類免疫缺陷病毒感染(由於抗逆轉錄病毒治療，也可能是瀰漫性浸潤性淋巴細胞增多症)，移植物抗宿主疾病、腎功能衰竭、丙型肝炎病毒感染，以及蘭伯特–伊頓綜合症。

## 診斷方法
診斷低流涎主要基於臨床症狀和體徵。症狀和唾液分泌的測試(唾液流速檢查, sialometry)關係不大。這個測試很簡單且無創傷，患者可以在一定的時間，通過流口水到唾液流速檢查容器(sialometry)中來產生。
唾液腺造影術牽涉引入不透射線染料如碘到唾液腺的導管中，它可能會顯示一個因結石而堵塞導管的影像。如果有唾液腺器質性病變的嫌疑，一個唾液腺活檢也可以進行。也可進行胸部X線檢查、超音波檢查和磁共振成像等，以排除乾燥綜合徵或腫瘤等，血液檢查和尿液分析，以排除許多其它可能的原因。

## 原因
- 排尿導致身體缺少部份水份
- 洗熱水澡後，高温揮發身體內水份
- 天氣炎熱下，身體不斷流汗，從而缺乏水份
- 進食一些較多鹽份和較鹹的食物，會降低身體內的水潛能，身體內的大量鹽份要透過大量尿液排走，令身體缺乏水份，會有口乾感覺。

## 治療
口乾燥症的成功治療是難以實現和經常不能令人滿意。這涉及尋找任何可糾正的原因和如果可能的話除去它，但在許多情況下，不可能糾正口乾症本身和只能症狀治療，而且大多著重於通過改善口腔衛預防產生蛀牙。當症狀是由潛在的慢性疾病引起繼發性低流涎，口乾可以認為是永久性，甚至漸進式的。唾液腺功能障礙的處理可能涉及使用唾液替代品和/或唾液刺激劑的：
- 唾液替代品 - 這些包括水，人工唾液（粘蛋白類，羧甲基纖維素），和其他物質（牛奶，植物油）。
- 唾液刺激劑 - 有機酸（抗壞血酸，蘋果酸），口香糖，擬副交感神經藥（膽鹼酯，例如鹽酸毛果芸香鹼, pilocarpine hydrochloride，膽鹼酯酶抑製劑），及其他物質（無糖薄荷糖，煙酰胺）。

唾液替代品可改善口腔乾燥，但往往不改善與唾液腺功能障礙有關的其他問題。唾液刺激劑可改善口乾症狀和唾液腺功能障礙相關的其他問題，患者發現他們比唾液替代更有效。唾液刺激可能只人們的一些有用其餘檢測唾液的功能。一種藥物或物質增加唾液流的速率被稱為催涎劑(Sialogogue)。系統回顧發現治療口乾，沒有強有力的證據表明特定的局部治療是有效的。報告檢討有限的證據表明氧化甘油三酯噴霧劑比電解質噴霧劑更有效。無糖口香糖增加唾液分泌，但沒有強有力的證據表明它改善症狀。有個建議，口腔裝置及綜合口腔護理系統可有效地減輕症狀，但缺乏有力的證據。放療引起的口乾症與副交感神經藥的系統管理評價，在輻射誘發的唾液腺功能障礙的治療，發現有有限的證據支持使用毛果芸香鹼(pilocarpine)。有人建議，除非有任何禁忌症，藥物在上述組被使用(劑量五毫克，每天三次，以減少副作用)。改進可能需要長達12週。但是毛果芸香鹼改善口腔乾燥症狀並不是總能成功。

## 中醫學解釋
口干多由肝肾阴虚、津不上承引起，或由热盛津伤、煎灼津液所致。口干是多种疾病的信号。